# Concepción Blasco Oliver
Concepción Blasco Oliver (Castellón de la Plana, 1858 - Castellón de la Plana, 1 de febrero de 1938) fue una filántropa española, vinculada a la Asociación Castellonense de Caridad, la Junta de Tráfico de Blancas, y la Obra de Protección de Intereses Católicos (Castellón de la Plana).

## Biografía
Nació en Castellón de la Plana y se casó en 1868 con Leandro Alloza, el ingeniero que hizo y llevó a cabo el proyecto del puerto de Castellón. Tuvo una hija, Concepción Alloza, quien siguió sus mismos pasos en la tarea filantrópica.
Concepción Blasco encarnó el típico modelo de ángel del hogar de las clases medias y altas, que se dedicaba a la casa y estaba también muy vinculada a la Iglesia y a obras de caridad, precisamente uno de los espacios que permitía a las mujeres salir de la monotonía del hogar. En Castellón, a finales del siglo XIX, había diferentes asociaciones que se dedicaban a las obras benéficas y en las que las mujeres tenían un papel determinante. Así, dedicaban su actividad en la asociación de Conferencias de San Vicente de Paúl, al igual que en el Ropero de la Caridad de la iglesia de San Agustín, fundado en 1884, que reunía ese año alrededor de 60 mujeres que hacían ropa para los pobres. En 1894 fueron admitidas por primera vez mujeres en el Círculo Católico de Castellón como socias protectoras, y se creó un Patronato de niñas regentado por mujeres y que estableció una escuela gratuita para niñas pobres; posteriormente también se establecieron las escuelas parroquiales.
En este ambiente benefactor, Concepción Blasco y muchas jóvenes de Castellón no sólo se dedicaron a ir a los actos piadosos o de asistencia a las capas necesitadas, sino que también salían a escuchar conferencias y veladas lírico-musicales, a ver teatro, a leer el periódico. Poco a poco, al frecuentar diferentes espacios de sociabilidad se familiarizaron con los asuntos públicos y los acontecimientos que ocurrían a su alrededor y eso hizo crecer su interés por los problemas sociales.
La filantropía que practicaron diferentes mujeres católicas fue una experiencia que modificó la percepción del mundo y su propia identidad. Normalmente se iniciaban en asociaciones mixtas de caridad y benefactoras, donde trabajaban bajo la dirección masculina; pero, poco a poco, comenzaron a organizar agrupaciones femeninas que controlaban y gestionaban ellas mismas. Este es el caso de Concepción Blasco, que tenía cargos directivos de gestión en diferentes asociaciones, donde desarrolló una labor muy loable.
Destaca su acción como presidenta de la Asociación Castellonense de Caridad, donde se llevó a cabo una actividad de recaudación para las clases necesitadas muy dinámica y continuada. Como ejemplo, en junio de 1921 se habían recolectado 4.240 pesetas, que no sólo eran destinadas a esta asociación, sino también a los sindicatos católicos femeninos y otras asociaciones seglares y religiosas. Las donaciones que aportaba la clase alta de Castellón se publicaban en la prensa con nombres y apellidos para sacralizar la caridad pública.
Otro cargo de gestión que detentó fue el de presidenta de la Junta de Tráfico de Blancas en los años 20. Esta institución intentaba acoger madres solteras, prostitutas arrepentidas e incluso mujeres acusadas de mala conducta por sus padres. Normalmente eran ingresadas en el convento de las monjas oblatas de Benicasim. Aunque en esta junta muchos de sus integrantes eran hombres que ocupaban cargos públicos como el alcalde de Castellón, el director del instituto de enseñanza media, inspectores de sanidad o algún diputado, las mujeres se encargaban muy directamente de su gestión. Concepción Blasco, como presidenta, fue apoyada muy directamente por Magdalena Grao y María Alegre, miembros como ella de la asociación Obra de Protección de Intereses Católicos de Castellón.